# Дело Дерека Бентли

Дерек Бентли

Дело Дерека Бентли — британский юридический казус, ставший одним из самых известных случаев судебной ошибки, в результате которого был казнён один невиновный человек.

## Обстоятельства преступления
2 ноября 1952 года 19-летний Дерек Бентли и его друг 16-летний Кристофер (Крис) Крейг собрались обокрасть лавку мясника. Но когда они пришли, увидели, что там кто-то есть. Они решили не рисковать и направились дальше. Крис знал, что рядом есть склад. Он предложил забраться туда, Дерек поддержал идею.
Они забрались на крышу склада, но их заметили из соседнего дома и вызвали полицию. Через пять минут подъехали двое полицейских детективов — Фейрфакс и Майлз.
Они приказали грабителям остановиться, но те отказались. Завязалась борьба между грабителями и полицейскими. В ходе драки Дерек сказал Крису: «Давай ему устроим!» (англ. Let him have it).
В итоге, Крис застрелил детектива Майлза. Дерек был арестован, а Крис спрыгнул с крыши склада на сарай, тяжело повредил спину и был положен в больницу под надзором.

## Суд
Дерека и Криса арестовали по обвинению в попытке ограбления и убийстве полицейского, а затем отдали под суд. Оба подсудимых не признали себя виновными, заявив, что всё, в чём их обвиняют, является полным бредом. Дерек утверждал, что не знал о пистолете Криса и не имел к этому пистолету никакого отношения. Крис сказал, что не хотел никого убивать, воспользовавшись пистолетом.
Главной уликой явилось то, что Дерек сказал: «Let him have it, Chris!» («Пусть получит своё, Крис!») — что могло быть воспринято и как совет отдать полицейскому пистолет, и как призыв к убийству. Их обоих признали виновными и приговорили к смертной казни, но так как Крис был несовершеннолетним, его не могли казнить. 28 января 1953 года Дерек Бентли был повешен в тюрьме Уандсворт знаменитым палачом Альбертом Пирпойнтом.

## Реабилитация
Спустя 45 лет, в 1998 году, суд отменил обвинительный приговор Дереку Бентли по части убийства. Все эти годы его семья вела борьбу за оправдание Дерека Бентли по обвинению в убийстве. Один из судей, подтверждавших апелляцию семьи Бентли, сказал, что придание значения словам «Let him have it, Chris!» было несправедливо и предвзято. Один из полицейских позже сказал, что Бентли вообще не произносил этой фразы. Кроме того, Бентли страдал от эпилепсии, которая развилась при бомбардировке города во время Второй мировой войны. Он не умел читать и писать, а его умственное развитие было на уровне 11 лет. Этот случай является одним из примеров судебной ошибки в истории британского и мирового правосудия.